# Contea di King William
La contea di King William (in inglese King William County ) è una contea dello Stato della Virginia, negli Stati Uniti. La popolazione al censimento del 2000 era di 13 146 abitanti. Il capoluogo di contea è King William.